# Our Idiot Brother
Our Idiot Brother ist eine US-amerikanische Tragikomödie aus dem Jahr 2011 nach einem Drehbuch von Evgenia Peretz und David Schisgall. Der Independentfilm, eine Low-Budget-Produktion, wurde von Jesse Peretz inszeniert.

## Handlung
Ned Rochlin ist ein liebenswürdiger und grundehrlicher Mensch, der immer an das Gute im Menschen glaubt. So auch, als Officer Washburn ihn darum bittet, ihm für 20 US-Dollar Hanf zu verkaufen. Ned wird festgenommen und muss für die nächsten acht Monate ins Gefängnis. Wegen guter Führung kommt er auf Bewährung frei. Allerdings muss er dann feststellen, dass seine Ex-Freundin Janet inzwischen mit Billy zusammenlebt und sich weigert, seinen eigenen Hund Willie Nelson herauszugeben. Billy macht ihm aber das Angebot, dass er zumindest die nächsten beiden Monate im Ziegenstall schlafen könne. Er müsse nur die monatliche Miete von 500 US-Dollar auftreiben. Da Ned aber mittellos ist, sucht er zuerst seine Familie mit seinen drei Schwestern Liz, Nathalie und Miranda auf. Auch sie – wie sein Bewährungshelfer Officer Omar Coleman – halten ihn für einen Idioten. Und obwohl Liz und ihr Mann Dylan ihn gleichfalls für einen Trottel halten, lassen sie ihn bei sich wohnen, sofern er sich für 250 US-Dollar pro Woche um ihren Sohn River kümmert und bei Dylans Dokumentarfilm hilft.
Während er River darin unterstützt, seinem geheimen Wunsch, endlich eine Kampfsportart zu erlernen, näher zu kommen, assistiert er Dylan und wird dabei wie ein Idiot behandelt. Kurz darauf muss er seiner Schwester Miranda helfen, die Journalistin bei Vanity Fair ist. Obwohl sie unbedingt seine Hilfe als Fahrer braucht, um Lady Arabella Galloway zu interviewen, behandelt auch sie ihn wie einen Idioten. Nur Arabella findet ihn sympathisch und lädt ihn zu einer Benefizveranstaltung ein. Als sich Neds lesbische Schwester Nathalie Sorgen macht, rät ihr der befreundete Maler Christian dazu, die spirituelle Gruppe der Visionäre der Zukunft zu besuchen. Alle fühlen sich auf der Veranstaltung wohl, nur Ned kommt nicht damit klar, dass er eine Erleuchtung in einer Siegerkuppel (eine Art Sauna) haben soll. Er muss dehydriert mit einem Krankenwagen abgeholt werden.
Bald steht er Dylan wieder zur Verfügung und er erwischt ihn dabei, wie er nackt mit der Ballerina Tatiana ein Interview führt. Da er immer an das Gute im Menschen glaubt, hält er Dylans Erklärung, mehr Intimität zu erzeugen, um bessere Antworten zu erhalten, für plausibel. Als Rivers Bewerbungsgespräch für eine Privatschule auch nicht so verläuft wie erhofft, kann Dylan seine Frau Liz davon überzeugen, Ned vor die Tür zu setzen. Liz gibt ihm etwas Geld und schickt ihn fort. Er landet bei Miranda, die ihn erst gar nicht aufnehmen will. Erst als er ihr ohne Hintergedanken von Dylans Nacktinterview und der Geschichte um den Ex-Freund von Lady Arabella erzählt, lässt sie ihn bei sich wohnen. Doch Ned will nicht lange bleiben. Er selbst wünscht sich nichts sehnlicher als Willie Nelson wiederzubekommen. Also bittet er die Anwältin Cindy, die Lebensgefährtin seiner Schwester Nathalie, um Hilfe. Diese ermutigt ihn und will ihm auch in Zukunft zur Seite stehen.
Bei einem anschließenden Familienbesuch erfährt Liz von Miranda, dass Dylan eine Affäre hat. Doch anstatt Liz beizustehen, kommt es unter den Schwestern zum Streit. Sie geben Ned die Schuld dafür, obwohl dieser draußen mit Cindy und River auf dem Trampolin spielt. Anschließend streiten sich auch noch Miranda und ihr bester Freund Jeremy, da Ned beiden ohne Hintergedanken erzählt hat, was der eine jeweils so über den anderen denkt. Auch Liz und Dylan stehen kurz vor einem Streit, doch Dylan verschwindet, ehe er die Beherrschung verliert. Nathalie ist von Christian schwanger und traut sich nicht, Cindy davon zu erzählen; sie lügt Ned an, dass alles in Ordnung sei. Anschließend weigert sich Ned, eine Unterschrift zu leisten, um den Wahrheitsgehalt der Geschichte um Lady Arabella zu bestätigen. Er hält es für keine gute Idee, da er weiß, dass er mit dieser Geschichte Arabella schaden würde. Das nimmt ihm nun Miranda übel. Als Cindy von Ned (sie hilft ihm gerade, für ihn Willie Nelson zu entführen) dann noch erfährt, dass Nathalie schwanger ist, ist der Streit zwischen allen vollends entbrannt und jeder gibt Ned die Schuld für sein Unglück.
Das lassen sie ihn auch beim anschließenden Familienspieleabend spüren. Während Neds Mutter und River mit ihm ausgelassen Scharade spielen, hetzen die drei Schwestern gegen ihn und kommentieren alles zynisch. Zum ersten Mal erleben sie nun, wie wütend und böse Ned werden kann. Er hält ihnen vor, wie sehr sie seinen Abend ruiniert hätten. Seinem Bewährungshelfer hat er erzählt, dass er mit seinem Nachbarn gekifft hat; so erscheint die Polizei und nimmt ihn fest, da er gegen die Bewährungsauflagen verstoßen hat. Selbstverständlich versucht die Familie, ihn auf Kaution wieder aus dem Gefängnis zu holen; doch Ned weigert sich mitzukommen. Dann kommen sie auf die Idee, Willie Nelson bei Janet abzuholen, damit Ned ein Motiv hat, freizukommen.
Schließlich zieht sich Ned mit Billy und Willie Nelson zurück, um ein kleines Geschäft für Wachskerzen aufzumachen. Dabei lernt er eine freundliche junge Dame kennen, die ihren Hund Dolly Parton nennt.

## Synchronisation
Die deutschsprachige Synchronisation entstand durch die Christa Kistner Synchronproduktion in Potsdam nach einem Dialogbuch von Bianca Krahl, die zugleich die Dialogregie führte und die von Katie Aselton gespielte Rolle der Amy einsprach.
| Darsteller             | Sprecher                 | Rolle                |
| ---------------------- | ------------------------ | -------------------- |
| Paul Rudd              | Till Endemann            | Ned Rochlin          |
| Elizabeth Banks        | Ulrike Stürzbecher       | Miranda Rochlin      |
| Rashida Jones          | Anne Helm                | Cindy                |
| Zooey Deschanel        | Anja Stadlober           | Natalie Rochlin      |
| Emily Mortimer         | Christin Marquitan       | Liz Rochlin          |
| Steve Coogan           | Marcus Off               | Dylan                |
| Kathryn Hahn           | Vera Teltz               | Janet                |
| Shirley Knight         | Kerstin Sanders-Dornseif | Ilene                |
| Matthew Mindler        | Cedric Eich              | River                |
| T.J. Miller            | Tommy Morgenstern        | Billy                |
| Katie Aselton          | Bianca Krahl             | Amy                  |
| Wrenn Schmidt          | Judith Hoersch           | Beth Phillips        |
| Hugh Dancy             | Gerrit Schmidt-Foß       | Christian            |
| Neal Lerner            | Uwe Büschken             | Darren               |
| Adam Scott             | Kim Hasper               | Jeremy               |
| Marceline Hugot        | Almut Zydra              | Judy                 |
| Janet Montgomery       | Sonja Spuhl              | Lady Arabella        |
| Julie White            | Andrea Aust              | Lorraine             |
| Sterling K. Brown      | Dennis Schmidt-Foß       | Officer Omar Coleman |
| Bob Stephenson         | Stefan Fredrich          | Officer Washburn     |
| Christopher Evan Welch | Olaf Reichmann           | Robbie               |
| James Biberi           | Matthias Rimpler         | Wachmann             |

## Kritik
In der New York Times schrieb der Filmkritiker A. O. Scott: Es handelt sich bei dem Film um eine „bittersüße indiehafte Studie zweier erwachsener Geschwister“. Dieser „dünne und kaum überzeugende Film“ werde insbesondere ansehbar durch eine „effiziente Regie […], den Charme und das Können der Darsteller und durch das Drehbuch, welches mit Witz und Einsicht gespickt ist“. Obwohl viele Szenen in dem Film „zu einfach und sentimental“ seien, findet er, es gebe eine „Handvoll Szenen, die frech, witzig und überraschend“ seien.
Der renommierte Filmkritiker Roger Ebert gab dem Film in der Chicago Sun-Times drei von vier Sternen mit der Begründung, der Film sei „nett“, der Protagonist „süß“, wenn er auch „ohne Paul Rudd nicht funktionieren würde.“ Er empfand es auch als „erfrischend, dass eine Komödie ihre Figuren nicht hasst und sie in Fäkalsprache und sexuelle Unmöglichkeiten“ einwickelt.
Im Magazin Time lobte Mary Pols die „sanfte, schlaue Komödie“, in der es keine demütigenden Momente und Fäkalhumor gebe. Er sei sogar „verrückter und liebenswürdiger als ein Woody-Allen-Film.“
Der renommierte Filmkritiker James Berardinelli gab dem Film lediglich zwei von vier Sternen, weil der Film „zahm und eher fad“ sei. Seine Lacher seien „halbherzig“ und Perez würde „das komödiantische Talent von Paul Rudd verschwenden.“" Abgesehen von Ned sei der Film „voller abscheulicher Figuren“ und könne einfach „keine überzeugende Dramatik entwickeln.“ Dabei läge es weniger an dem Film, „der nicht schlecht ist, aber immer noch Zeitverschwendung bleibt.“
In der Zeit urteilte Birgit Roschy, dass der Film „luftig und unsentimental“ sei. „Die leichtfüßige Inszenierung vermeidet sowohl schenkelklopfenden Humor wie großes Drama oder Mätzchen.“ Während Ned auf eine „Odyssee durch die urbanen Biotope“ geschickt werde, sei er nicht dem Gespött ausgesetzt und „komisch sind meist die Reaktionen der anderen.“ Der Film werfe sogar einen „herrlich unaufgeregten Blick auf Paarbeziehungen, die, so zeigt das Happy End, buchstäblich auf den Hund gekommen sind.“
Auch Thomas Groh von der taz entdeckte Positives: „Im Spagat zwischen der derberen Apatow- und der jüngeren Indiekomödie, die die Lebenseinrichtungsversuche der Thirtysomethings mal beschaulich, mal schmerzhaft in den Blick nimmt, lässt ,Our Idiot Brother‘ die Lebensuntauglichkeit eines biografisch glücklich Gestrandeten mit den krampfhaften Versuchen, mehr aus sich zu machen, auf größtenteils vergnügliche Weise kollidieren.“
Die Fernsehzeitschrift prisma schrieb zu dem Film: „Auch wenn einige Szenen recht naiv und abgedroschen wirken, gibt Paul Rudd hier bestens den charmanten Naivling. Leider wird die Geschichte hier oft recht sprunghaft erzählt, werden tolle Momente geschnitten, um in eher langweiligen Augenblicken zu verweilen. Mit besserem Timing wäre dies vielleicht ein toller Spaß geworden. So bleiben zumindest ein paar witzige Szenen.“
Das Lexikon des internationalen Films fasste so zusammen: „Warmherzige Tragikomödie um einen ,reinen Narren‘, die verschiedene Lebensentwürfe auf ihre Schwachpunkte abklopft und dabei weniger auf laute Gags als auf einfühlsame Charakterzeichnungen setzt.“

## Veröffentlichung
Der Film startete am 26. August 2011 in den US-Kinos und spielte bei einem Produktionsbudget von etwas mehr als 5 Mio. US-Dollar allein an den Kinokassen der USA fast 25 Mio. US-Dollar ein. In Deutschland kam der Film am 17. Mai 2012 in die Kinos; am 19. Oktober sollte er auf DVD und Blu-ray Disc veröffentlicht werden.